# Попко, Иван Диомидович
Иван Диомидович Попко́ (Иван Демидович Попка; 9 сентября [28 августа] 1819, станица Тимашёвская (ныне Тимашёвск, Краснодарского края) — 30 августа [11 сентября] 1893, Харьков) — русский военный историк, этнограф и общественный деятель. Казачий генерал-лейтенант. Участник Кавказской, Крымской и Русско-турецкой (1877—1878) войн.

## Биография
Сын протоиерея, потомка казаков Запорожской Сечи, переселённых на российскую окраину на Кубань в 90-х годах XVIII века. С детства увлекался историей, литературой, писал стихи.
Обучался в Астраханской духовной семинарии, которую окончил с отличием. Затем обучался в Московской духовной академии. В 1841 году поступил рядовым казаком в десятый конный полк Черноморского войска и почти всё время прослужил на Кавказе: семь лет на Кубанской кордонной линии. Участвовал в следующих военных операциях Кавказской войны: движение колонны от Ольгинского укрепления в Абинское под начальством генерал-лейтенанта Н. С. Завадовского (сентябрь 1881 года); поход от Екатеринодара до крепости Анапа в составе сводной команды конного полка под командой войскового старшины Рашпиля (март 1842 года); рекогносцировка окрестностей р. Гастогай под начальством генерал-адъютанта И. Н. Анрепа (апрель 1842 года); экспедиция в землю натухайцев под начальством контр-адмирала Л. М. Серебрякова для сооружения укреплений на р. Гастогай и у Варениковой пристани (май 1842 года); рекогносцировка в районе этой пристани и «дело с горцами» на хребте Сенетх (май 1842 года); экспедиция отряда контр-адмирала Л. М. Серебрякова в землю натухайцев до р. Псифа (сентябрь 1842 года). В 1843 году Иван Попко стал хорунжим и затем через каждые два-три года получал новый чин: 1846 год — сотник, 1850 год — есаул, 1853 год — войсковой старшина.
В 1848 году был назначен письмоводителем Черноморского казачьего войска, в 1851 году — адъютантом командующего войсками на Кавказской линии и в Черномории генерала Н. С. Завадовского.
В 1850 году ему было поручено составить историческую справку «О состоянии Черноморского казачьего войска с 1 января 1825 по 1 января 1850 года». Иван Попко справился с поручением в рекордно короткий срок — за три месяца. Историко-статистические сведения, представленные в труде есаула И. Попко, были высоко оценены в Петербурге: ознакомившийся с документами император Николай I пожаловал автору бриллиантовый перстень.
В 1853 году Иван Попко участвовал в военной экспедиции против шапсугов, в которой генерал Завадовский умер. После смерти командующего Попко был освобождён от должности адъютанта и в марте 1854 года зачислен в корпус на турецкой границе, в котором он проходил службу в должности дежурного штаб-офицера. Принимал участие в боях Крымской войны.
В 1856 году по окончании войны И. Д. Попко был направлен во 2-й эскадрон Лейб-гвардии Черноморского казачьего дивизиона в Санкт-Петербург, а в 1858 году стал штаб-офицером для особых поручений при начальнике Главного управления иррегулярных войск с переводом в Черноморское войско подполковником.
В 1864 году И. Попко, будучи в чине полковника, был назначен командиром Псекупского полка. В том же году по инициативе Ивана Диомидовича при штабе полка в станице Ключевой был создан первый на Кавказе музей, Псекупский музеум.
Участник Русско-турецкой войны 1877—1878 годов на Кавказском театре военных действий. В 1877 году — уже генерал-майором на пост начальника Карсской области.
Был предводителем дворянства Ставропольской губернии, Терской и Кубанской областей. Дослужился до чина генерал-лейтенанта.
С 26 сентября 1884 года являлся членом Кавказского епархиального училищного совета.
Умер 30 августа 1893 года в Харькове, куда приехал на лечение, от рака желудка. Похоронен на городском кладбище Ставрополя.

## Семейное положение
Женат Иван Попко не был и детей не имел. В 1885 году на пороге его дома была обнаружена брошенная новорождённая девочка, названная именем Нина. Спустя семь лет обратился в суд, который разрешил ему её удочерить, дав свои отчество и фамилию.

## Литературно-научная деятельность
Автор книг с художественным описанием военной жизни, быта и нравов населения Кавказа. Составил ряд обширных исследований по истории казачества: статистическое описание Черноморского войска, исторические и биографические очерки о Кубанском войске, биографии казачьих генералов Н. С. Завадовского, Ф. Я. Бурсака, Г. А. Рашпиля, Ф. А. Круковского, а также офицеров и многих рядовых казаков. Написал и опубликовал множество очерков в разных изданиях, посвящённых жизни казачества. Ранние публикации появились под псевдонимом И. Помандруйко.
Собиратель архивов, авторитетный общественный деятель. Полиглот: хорошо знал латынь и древнегреческий, владел девятью языками.

## Награды
Отечественные
- Бриллиантовый перстень (1850)
- Орден Святой Анны 3-й степени с бантом (1853)
- Орден Святой Анны 2-й степени с мечами (1855)
- Орден Святого Станислава 2-й степени с императорской короной (1856)
- Бриллиантовый перстень (1858)
- Императорская корона к ордену Св. Анны 2-й ст. (1859)
- Орден Святого Владимира 4-й степени (1863)
- Орден Святого Владимира 3-й степени (1868)
- Орден Святого Станислава 1-й степени (1873)
- Орден Святого Анны 1-й степени (1877)
- Орден Святого Владимира 2-й степени (1881)
- Орден Белого орла (1883)
- Орден Святого Александра Невского (1888)

Иностранные
- Орден Меджидие 4-й степени (Турция, 1856)

## Чинопроизводство
- вступил в службу (01.07.1841)
- хорунжий (28.04.1845) — награждён за боевые отличия (старшинство в чине 1843).
- сотник (09.08.1848)
- есаул (07.04.1850)
- войсковой старшина (05.11.1852) — награждён за боевые отличия.
- ротмистр гвардии (17.01.1855)
- подполковник казачьих войск (21.05.1858)
- полковник (21.04.1863) — награждён.
- генерал-майор (30.04.1870) — награждён.
- генерал-лейтенант (08.11.1877) — награждён за боевые отличия.

## Избранная библиография Ивана Попко (Попки)
- Статистическое описание черноморского войска (1840).
- Закубанские воры. Из записок И. П. (СПб., 1855).
- Черноморские казаки в их гражданском и военном быту: очерки края, общества, вооруженной силы и службы (1858).
- Терские казаки со стародавних времён. Вып. 1, Гребенское войско (СПб., 1880)[7] и др.